# Der Arme und der Reiche

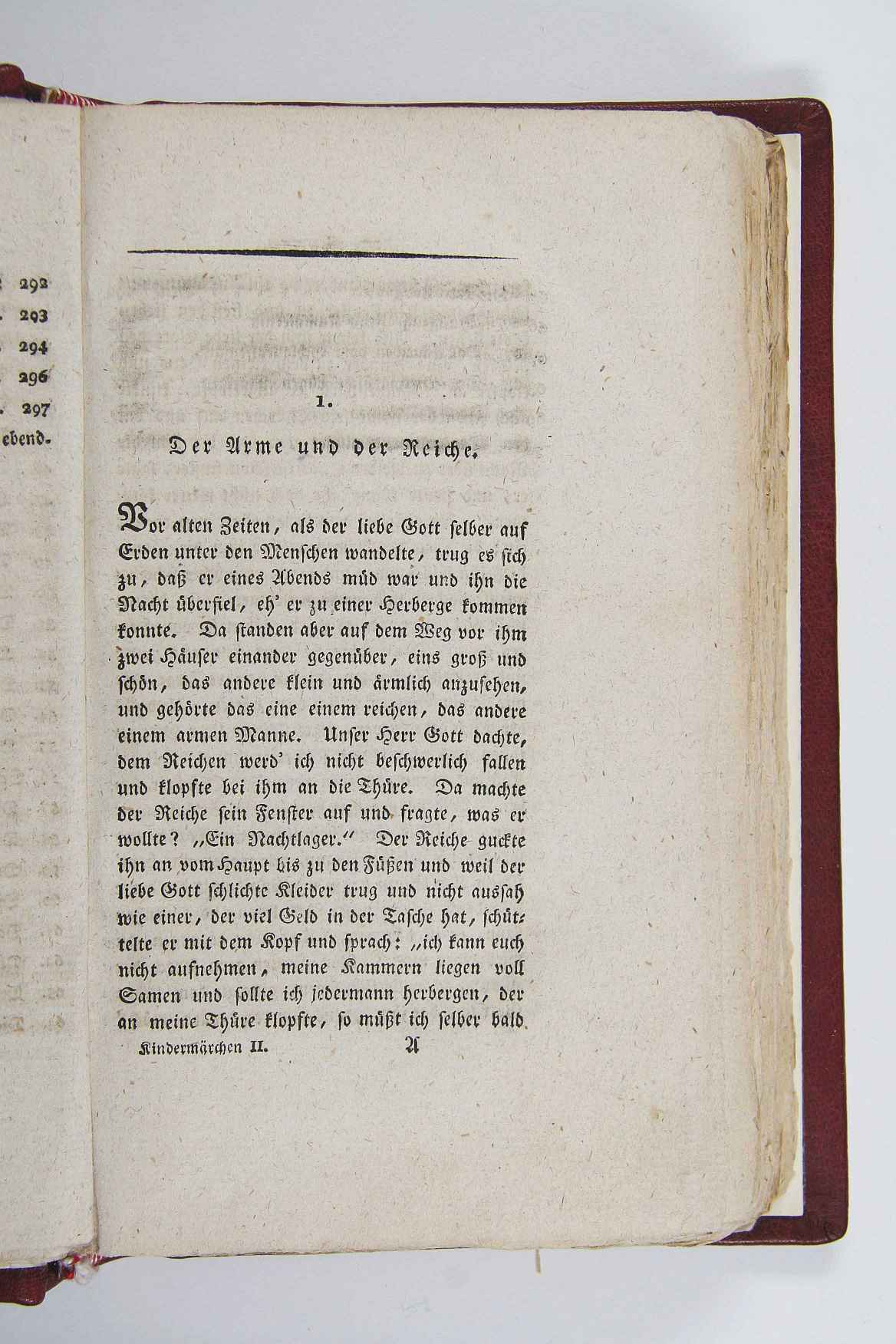
Erstausgabe von 1815

Der Arme und der Reiche ist ein Märchen (ATU 750A). Es steht in den Kinder- und Hausmärchen der Brüder Grimm an Stelle 87 (KHM 87). Es gelangte auch in Ernst Heinrich Meiers Deutsche Volksmärchen aus Schwaben (1852), ebenfalls als Der Arme und der Reiche (Nr. 40).

## Inhalt
Der liebe Gott auf Wanderschaft will abends bei einem Reichen einkehren, weil er dem wohl wenig zur Last fällt, aber wird abgewiesen. Der Arme im Haus gegenüber und dessen Frau nehmen ihn freundlich auf, essen mit ihm und bestehen darauf, dass er ihr Bett zum Schlafen nimmt. Morgens gewährt Gott ihnen drei Wünsche, und der Mann wählt Seligkeit, Gesundheit und bekommt noch ein schöneres Haus dazu. Als der Reiche das hört, ärgert er sich. Seine Frau lässt ihn dem Wanderer nachreiten und auch drei Wünsche erbitten. Gott gewährt sie ihm, rät jedoch davon ab, sie umzusetzen. Doch auf dem Heimweg überlegt der Reiche krampfhaft, wie er sich genug wünschen könnte. Dabei stört ihn sein unruhiges Pferd so, dass er es tot wünscht. Mit dem Sattel auf dem Rücken muss er heim laufen und verwünscht seine Frau, dass sie auf dem Sattel sitzt und nicht mehr herunter kann. Daheim will er allein über den verbliebenen Wunsch nachdenken, aber muss sie von dem Sattel erlösen und vertut so auch den dritten Wunsch.

## Herkunft

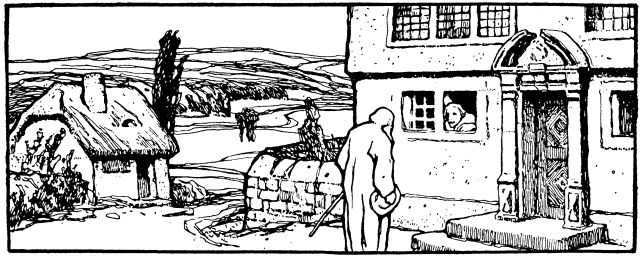
Illustration von Otto Ubbelohde, 1909

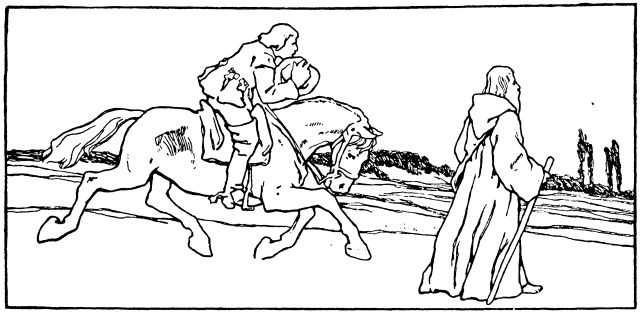
Illustration von Otto Ubbelohde, 1909

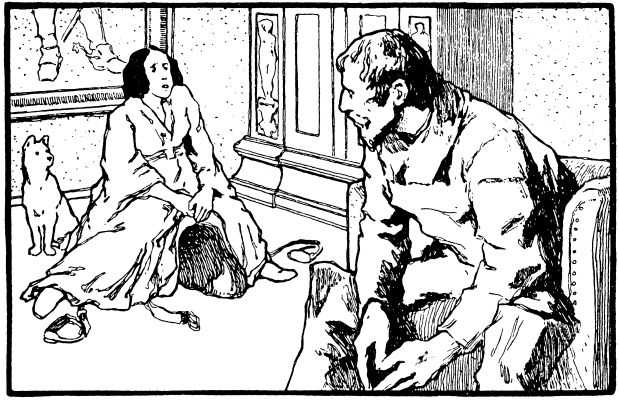
Illustration von Otto Ubbelohde, 1909

Das moralisierende Schwank- und Legendenmärchen stand im zweiten Teil der 1. Auflage der Kinder- und Hausmärchen 1815 am Anfang und behielt so insgesamt die Nummer 87. Grimms Anmerkung verortet es in der „Schwalmgegend in Hessen“ (wohl Ferdinand Siebert) und erzählt ein Gedicht aus Hagens Gesamtabenteuer „Nr. 37 und Anm. 2, 253“ nach: Ein armes Ehepaar betet, bis sie drei Wünsche erhalten. Sie wünscht sich das schönste Kleid, er wünscht es ihr im Zorn in den Leib, muss sie wieder davon erlösen und stirbt in Gram. Auf die Formulierung „habe drîer wünsche gewalt“ beziehe sich eine Stelle bei Reinmar von Zweter „M.S. 2, 145“, „unde het ich drîer wünsche gewalt“. Kirchhofs Wendunmut „1581. 1, 178. 179“ erzähle nach Kindheitserinnerungen aus der Spinnstube, wie Petrus und Paulus vom Geizigen abgewiesen werden, bei Armen schlafen und drei Wünsche gewähren. Diese wünschen, dass ihr altes Haus abbrennt, dass ihnen im neuen nichts fehlt, und das Himmelreich. Die reiche Frau nötigt die Heiligen zum Essen, wünscht auch Feuer, der Mann will löschen, sie wünscht ihm das Feuer in den Arsch und muss ihn dann retten. Grimms nennen weiter ein österreichisches Märchen „tausendfache Vergeltung“ bei Ziska Nr. 3, Meier Nr. 40, 65, Lehmann im „erneuerten polit. Blumengarten (Frankf. 1640)“ „S. 371“: „Oft geschiehts, daß ein Mensch gut Glück hat, aber keinen Segen dabei, wie das Weib, dem St. Peter drei Wünsch zu ihrer Wohlfahrt erlaubt; denn sie wünscht ihr zuerst ein schön gelb Haar, zum andern eine Bürst“. Der Mann wünscht der Bürste wegen Böses, muss es dann aufheben. Weiter KHM 82 De Spielhansl, Perraults les souhaits ridicules, Beaumont „2, 74“, „das altfranzösische Fabliau von den quatre souhaits de S. Martin (Méon 4, 386)“, eine „Erzählung in dem Συντίπας“ in Kellers Einleitung zu Li romans des sept sages CLXXXI, Hebels Schatzkästlein „S. 117“. Grimms bemerken, die bescheidenen Wünsche der Frommen, bei denen Gott wohnte, enthielten wohl die Sage von Philemon und Baucis, wie in Ovids „Met. 8, 617“, Voß’ Anmerkung zu seiner achtzehnten Idylle nenne weitere. In Poliers Mythologie des Indous „2, 66–70“ reist ein armer Bramine zu Chrisnen, geht bescheiden heim und erstaunt über das prächtige Haus. In China kommt Fo in schlechtem Hemd zur Erde, eine Witwe näht ihm ein Neues. Als sie das Leinen wickelt, wird es immer mehr und sie ist reich. Die Geizige gießt ihrem Schwein Wasser, der Eimer wird nicht leer und überschwemmt alles. Nauberts „Volksmärchen 1, 201–209“ male diese Erzählung schön aus. Grimms geben dazu ein Märchen wieder, das sie „in Hessen“ (von Dortchen Wild in Kassel) hörten, nennen eine Fabel Äsops „Mercurius et mulieres“ „(im zweiten Anhang zu Phädrus Nr. 111)“. Die Sage gehöre zum Kreis auf Erden wandernder Götter, die dann die Menschen prüfen. Grimms nennen dazu Altdeutsche Wälder „2, 25 Anm. 60“, Odyssee „17, 485“, die Rígsþula der Lieder-Edda, KHM 13 Die drei Männlein im Walde, KHM 24 Frau Holle, KHM 135 Die weiße und die schwarze Braut, die Anmerkung zu KHM 103 Der süße Brei.
Vgl. Grimms KHM 81 Bruder Lustig, KHM 82 De Spielhansl, KHM 142 Simeliberg, KHM 182 Die Geschenke des kleinen Volkes; Bechsteins Der Schmied von Jüterbog, Die drei Wünsche; Basiles Die Monate; Sodom und Gomorrha; Weihnachtsgeschichte.
Das Märchen dürfte auf die unzähligen mittelalterlichen Rezeptionen des griechischen Mythos von Philemon und Baucis zurückgehen. Wie der Reiche den Wanderer abweist, weil er sonst „selber den Bettelstab in die Hand nehmen“ müsse, zeigt die Gleichbedeutung von Wander- und Bettelstab, wie etwa in Grimmelshausens Simplicissimus, „das Brot am Bettelstab suchen.“

## Versionen

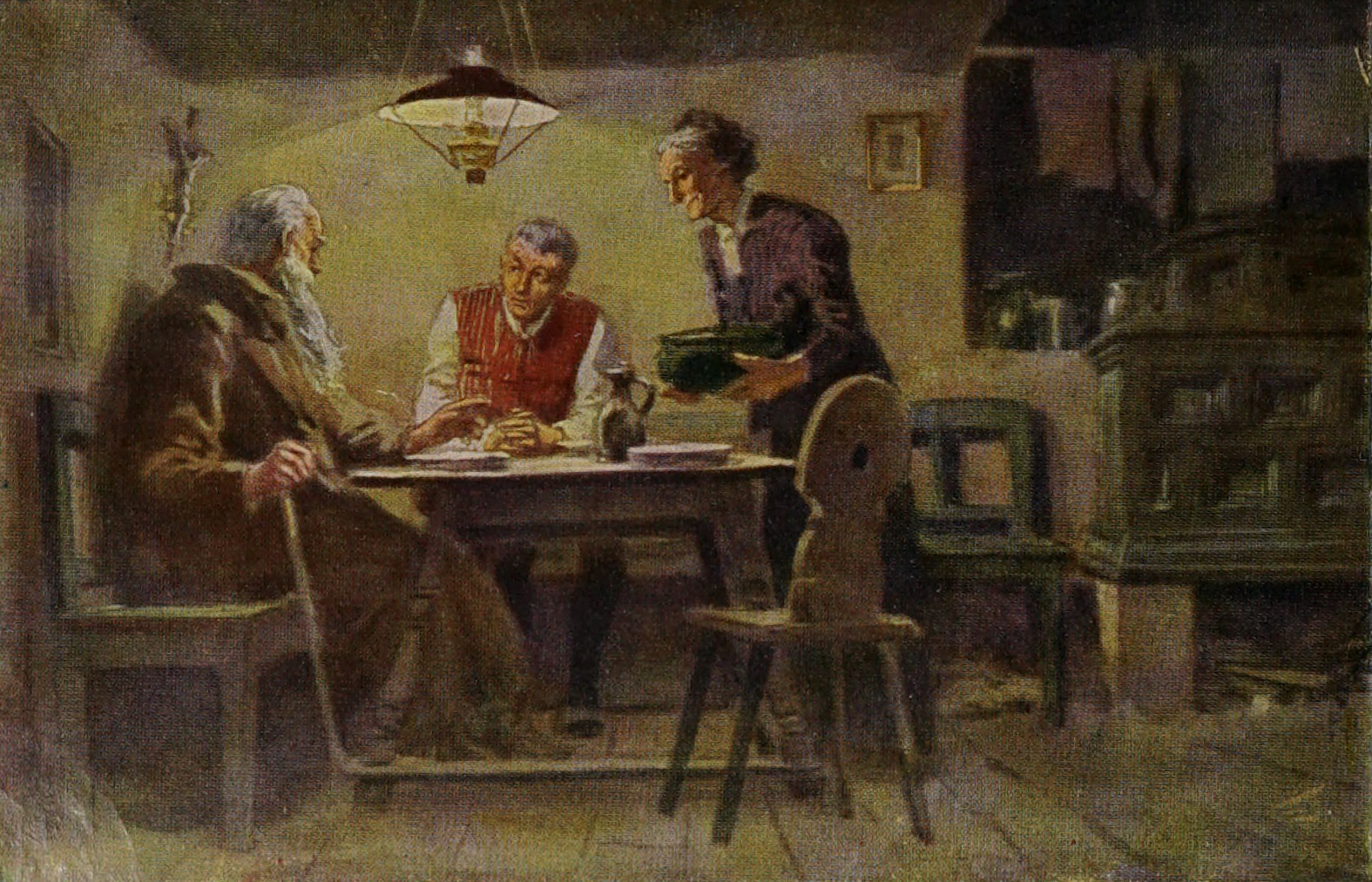
Illustration von Paul Hey, 1939

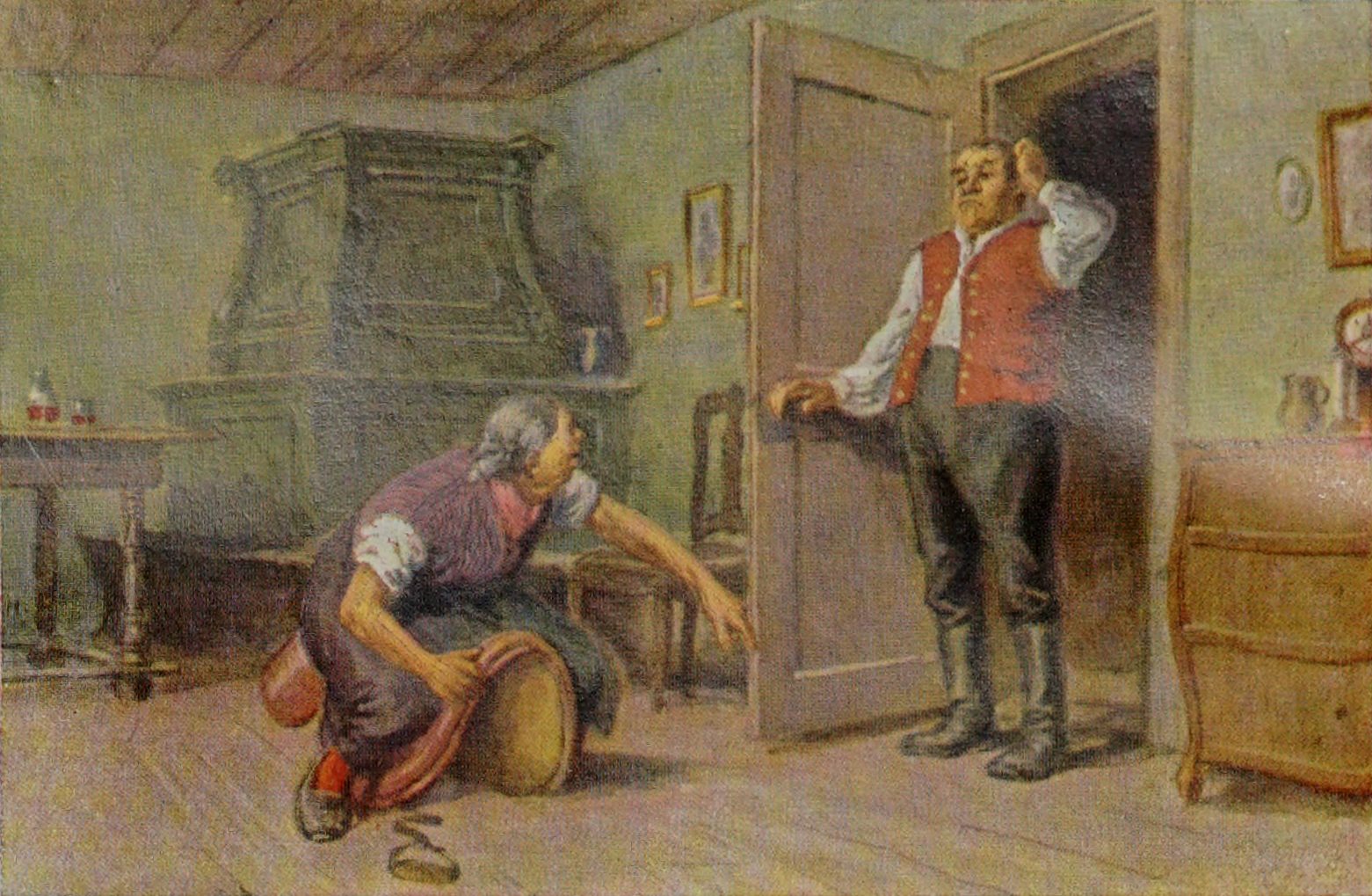
Illustration von Paul Hey, 1939

Der Arme und der Reiche in Ernst Heinrich Meiers Deutsche Volksmärchen aus Schwaben von 1852, Nr. 40 ist kürzer, der Habgierige erhält keine Wünsche, ihn trifft einfach der Schlag. In Nr. 65 Die drei Wünsche wünscht seine Frau sich eine schöne Hechel. Zornig wünscht er, sie möge drauf reiten. Die Hechel sticht sie ins Gesäß. Er wünscht die Hechel zum Henker, da haben sie nichts. Letztere Fassung ähnelt tatsächlich mehr Hebels Drei Wünsche.
Es existieren etliche weitere Versionen des Märchens, ohne die Vorerzählung von einem guten und einem schlechten Ehepaar und in denen sich meist eine Wurst gewünscht wird. Ein bekanntes Beispiel dafür ist Charles Perraults Die törichten Wünsche.